# Anoteropsis adumbrata
Anoteropsis adumbrata là một loài nhện trong họ Lycosidae.
Loài này thuộc chi Anoteropsis. Anoteropsis adumbrata được Arthur T. Urquhart. miêu tả năm 1887.